# 馬展
馬展是指展現馬匹與牛仔的特殊能力或者外表的活動。美國、中國、愛爾蘭等國家有此類活動。2019年9月，中國國際馬業馬術展覽會將在北京召開第十三屆馬展。

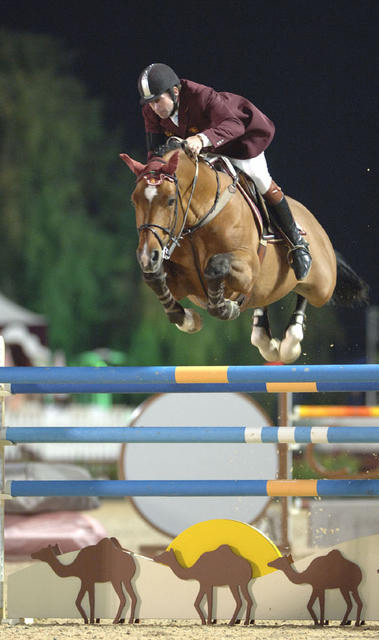
跳馬